# Roststrupig lövkastare
Roststrupig lövkastare (Sclerurus mexicanus) är en fågel i familjen ugnfåglar inom ordningen tättingar.

## Utseende och läte
Roststrupig lövkaste är en mörk fågel med lång och slank näbb, djupt rostrött på strupe och bröst samt mörkt roströd övergump. Lätet består av fallande serier med gnissliga visslingar och vid uppflog ett högljutt "skweek".

## Utbredning och systematik
Roststrupig lövkastare delas numera in i två underarter med följande utbredning:
- S. m. mexicanus – tropiska sydöstra Mexiko (Veracruz och Chiapas) till Honduras
- S. m. pullus – Costa Rica till västra Panama och östra Panama (Mt. Tacarcuna)

Tidigare inkluderades mörk lövkastare (Sclerurus obscurior) i roststrupig lövkastare, men denna behandlas numera vanligen som egen art.

### Familjetillhörighet
Lövkastarna placeras traditionellt i familjen ugnfåglar (Furnariidae), men urskiljs av vissa som en egen familj tillsammans med minerarna i Geositta efter DNA-studier.

## Levnadssätt
Roststrupig lövkastare hittas i fuktiga städsegröna skogar i tropiska förberg och bergstrakter. Den ses ofta nära raviner och flodbäddar där den gräver ur sitt bo i en jordbank. Fågeln födosöker på marken genom att kasta löv, därav namnet.

## Status
IUCN kategoriserar arten som livskraftig men inkluderar även mörk lövkastare i bedömningen.